# White Flag
"White Flag" je prvi singl britanske pjevačice Dido s njenog drugog albuma, Life for Rent. Singl je bio vrlo uspješan, došavši na vrh glazbenih ljestvica u Australiji, Njemačkoj i Ujedinjenom svijetu (United World Charts), na drugo mjesto u Velikoj Britaniji te na peto mjesto u Francuskoj. Uspjeh pjesme, najvećeg hita u Didoinoj karijeri, doprinio je da se album "Life for Rent" proda u više od 10 milijuna primjeraka diljem svijeta.
Autori pjesme su Dido, njen brat Rollo Armstrong i Rick Nowels. Pjesma govori o prekidu ljubavne veze. Dido je "žalila što ju je napisala" zato što je pjesma uzrokovala daljnje probleme s tom osobom s kojom je bila u vezi (Bob Page, višegodišnji dečko i zaručnik), no kasnije je rekla da uživa u izvođenju te pjesme. Nakon što je jedna neonacistička web stranica objavila stihove pjesme i njihovu pogrešnu rasističku interpretaciju, Dido je sudski ishodila gašenje te stranice.
Pjesma je nominirana za najbolju žensku pop vokalnu izvedbu na 47-oj dodjeli nagrada Grammy. U spotu za pjesmu se pojavljuje glumac David Boreanaz, zvijezda serija Buffy, ubojica vampira i Kosti.

## Ljestvice
| Ljestvica (2003)                          | Pozicija |
| ----------------------------------------- | -------- |
| Ujedinjeni svijet (United World Charts)   | 1        |
| Argentina                                 | 1        |
| Australija                                | 1        |
| Austrija                                  | 1        |
| Kanada                                    | 30       |
| Belgija                                   | 3        |
| Nizozemska                                | 4        |
| Europa                                    | 1        |
| Finska                                    | 1        |
| Francuska                                 | 5        |
| Njemačka                                  | 1        |
| Irska                                     | 2        |
| Italija                                   | 1        |
| Norveška                                  | 1        |
| Filipini                                  | 5        |
| Španjolska                                | 11       |
| Švedska                                   | 2        |
| Švicarska                                 | 2        |
| Rusija                                    | 1        |
| Rusija Airplay                            | 1        |
| Velika Britanija                          | 2        |
| U.S. Billboard Hot 100\|Billboard Hot 100 | 18       |
| U.S. Billboard Adult Contemporary         | 2        |

## Na filmu i televiziji
Pjesma "White Flag" se pojavljuje u drugoj epizodi treće sezone TV serije "Smallville".

## Vanjske poveznice
- Stihovi pjesme "White Flag"
- Spot pjesme na YouTubeu